# 야마모토정 (아키타현)
야마모토정(山本町)은 아키타현 야마모토군에 존재했던 정이다. 2006년 3월 20일 - 야마모토정, 고토오카정, 하치류정의 야마모토군 3정이 합병해 미타네정이 되어 소멸하였다.

## 역사
- 1889년 4월 1일 - 시모이와카와촌, 가나오카촌, 모리오카촌이 성립하였다.
- 1902년 10월 10일 - 모리오카촌이 모리타케촌으로 개칭하였다.
- 1955년 4월 1일 - 3개 촌이 합병해 야마모토촌이 탄생하였다.
- 1962년 9월 1일 - 정으로 승격하였다.
- 2006년 3월 20일 - 야마모토정、고토오카정、하치류정과 합병해 미타네정이 되었다.

## 교통

### 철도
- 동일본 여객철도 오우 본선

### 도로
- 국도 7호선